# 大韓サッカー協会
社団法人大韓サッカー協会（だいかんサッカーきょうかい、韓国語: 대한축구협회、略称：KFA）は、大韓民国（韓国）のサッカーの活動と振興を行う文化体育観光部所管の社団法人である。サッカー韓国代表ならびにセミプロリーグのK3リーグおよびK4リーグを総括している。
KFA傘下の組織として、プロリーグであるKリーグ（Kリーグ1およびKリーグ2）の運営法人である韓国プロサッカー連盟や、韓国高校サッカー連盟、韓国大学サッカー連盟などが存在する。

## 歴史

### 近代サッカーの伝播
韓国における近代サッカーの伝播は、朝鮮時代末期にイギリスの船員から伝わったといわれている。国号が大韓帝国となった1897年にはイギリス艦船の乗務員らが朝鮮王朝の宮内部参理、御殿、御前通訳官にサッカーを正式に紹介されたとの記録もある。1904年には現在のソウル市に作られた外国語学校の体育科目に採用されると、1905年6月10日には初の公式戦「大韓体育クラブvs華城（ファソン）基督青年会」がソウル訓練院（現・東大門（トンデムン）運動場）にて行われた。

### 朝鮮蹴球協会と日本代表
大韓帝国の各地で小規模なサッカー協会が作られるようになり、韓国併合時代（1910年-1945年：日本領朝鮮）の1920年7月13日には約90名の有志らが「朝鮮体育会」を創立。1921年に大日本蹴球協会（現在の日本サッカー協会（JFA））が創立されると、その7年後の1928年5月22日には「朝鮮審判協会」が誕生する。この組織を母体に1933年9月19日には有志20名余りにより「朝鮮蹴球協会」が正式に創立され、大日本蹴球協会の理事でもあった朴勝彬（パク・スンビン）が初代会長に就任した。
1936年に行われたベルリンオリンピック（ドイツ）では日本代表に朝鮮半島から金容植（キム・ヨンシク）が選出されると、1940年に行われる予定であった東京オリンピック （1938年7月15日に開催を返上）では金容植、裴宗鎬（ペ・ジョンホ）、金成汗（キム・ソンガン）、李裕瑩（イ・ユヒョン）の4名が選出される。1939年と1940年に行われた日本、満州国、中華民国（汪兆銘政権）が出場する日満華交歓競技大会や東亜競技大会には、東京オリンピックに出場予定だった朝鮮からの選手も日本代表として出場した。

### 大韓サッカー協会の誕生
1945年8月15日、日本の敗戦により朝鮮半島はその統治から脱すると、その年の9月には早くも朝鮮蹴球協会（現在の大韓サッカー協会）が再建される。その2年後の1947年には国際サッカー連盟（FIFA）と国際オリンピック委員会（IOC）への加盟も正式に認められた。大韓民国が正式に樹立した1948年に国際サッカー連盟に加盟。1948年のロンドンオリンピックには韓国代表として初の国際舞台を踏んだ。1954年第2回マニラアジア大会中の1954年5月8日に、他の12か国と共にアジアサッカー連盟（AFC）を創設し、同時にAFCに加盟した。同年の6月16日からはFIFAワールドカップ・スイス大会に参加。初の進出であったがグループステージ全敗に終わった。
1956年から開催されたアジアカップでは、第1回大会と第2回大会（1960年）に連続して優勝。1960年代はこれ以降、キングスカップ、アジア大会、アジアユース選手権などで数多くの優勝を収めるなどアジアの強豪国として、「アジアの虎」と呼ばれるようになった。しかし世界での活躍はあまり芳しくなく、東京オリンピック （1964年）には本戦に出場したものの予選で敗退。次のメキシコオリンピック（1968年）では、アジア地区予選で得失差により日本が本選に進出して銅メダルを獲得したため、アジア最初の上位入賞を先に果たされてしまった。1971年、韓国で初めての国際大会となる「朴大統領カップ争奪アジアサッカー大会」を開催し、世界各国の代表や有名クラブチームが参加。この大会は大会名を変えつつ、1999年まで定期的に行われていた。

### Kリーグ誕生と代表の躍進
1983年には「スーパーリーグ」が誕生。それまでの実業団だけでなくプロクラブも参加するこのリーグは、その後プロクラブのみの編成となり、1994年にはKリーグに発展。地方に「地域密着型」クラブを誕生させ、毎年のように参加クラブを増加して全国各地にサッカーを普及させるという手法は、Jリーグを手本にしたといわれるが、これにより韓国サッカーのレベルはますます向上し、「アジアクラブ選手権」では1996年から3年連続でKリーグのクラブが優勝するなどの成果を残した。韓国代表では1986年のワールドカップ・メキシコ大会から連続して本大会に参加をし、自国での開催となったワールドカップ・韓日大会では4位となる躍進を遂げた。

## 歴代会長
| #                | 年           | 名前           |
| 朝鮮審判協会     | 朝鮮審判協会 | 朝鮮審判協会   |
| ---------------- | ------------ | -------------- |
|                  | 1928–33      | 申基俊         |
| 朝鮮蹴球協会     |              |                |
| 1                | 1933–34      | 朴勝彬         |
| 2                | 1934–38      | 呂運亨         |
| 3, 4             | 1938–45      | 高元勲         |
| 5, 6             | 1945–48      | 河敬徳         |
| 大韓サッカー協会 |              |                |
| 7                | 1948–49      | 申翼煕         |
| 8                | 1949         | 洪性夏         |
| 9                | 1949–50      | 尹潽善         |
| 10, 11           | 1950–52      | 洪性夏         |
| 12               | 1952–54      | 張沢相         |
| 13               | 1954–55      | イ・ジョンニム |
| 14               | 1955         | 玄正柱         |
| 15, 16           | 1955–57      | 金明学         |
| 17, 18           | 1957–60      | 金允基         |
| 19               | 1960         | 張基栄         |
| 20               | 1960–61      | チョン・ムンギ |
| 21               | 1961–62      | 張基栄         |
| 22               | 1962         | 金允基         |
| 23               | 1962–63      | 張基栄         |
| 24               | 1963         | 黄燁           |
| 25               | 1963–64      | 金允基         |
| 26               | 1964         | 閔寛植         |
| 27-30            | 1964–70      | 崔致煥         |
| 31, 32           | 1970–73      | 張徳鎮         |
| 33, 34           | 1973–75      | コ・テジン     |
| 35-37            | 1975–78      | キム・ユンハ   |
| 38               | 1978–79      | 朴埈弘         |
| 39-43            | 1979–87      | 崔淳永         |
| 44               | 1987–88      | 李鍾煥         |
| 45-46            | 1988–93      | 金宇中         |
| 47-50            | 1993–09      | 鄭夢準         |
| 51               | 2009–13      | 趙重衍         |
| 52-54            | 2013–現在    | 鄭夢奎         |

## 組織一覧
- 会長
- 部会長
- 専務理事
- 事務総長
  - 協議局
  - 審判室
  - 技術教育部
  - 広報局
  - 対外協力局
    - 代表チーム支援部
    - 国際部

  - 総務部
  - 事業局
  - 技術局
  - ワールドカップ記念館
  - 企画室
- 連盟
  - プロ
  - 実業団
  - 大学
  - 高等学校
  - 中学校
  - 初等学校
  - 女性
- 代議員総会
- 理事会
  - 技術分科委員会
  - 競技分科委員会
  - 審判分科委員会
  - 賞罰分科委員会
  - 医務分科委員会
  - 幼少年分科委員会

## ナショナルチーム

### 男子
| チーム                   |
| ------------------------ |
| サッカー大韓民国代表     |
| U-23サッカー大韓民国代表 |
| U-20サッカー大韓民国代表 |
| U-17サッカー大韓民国代表 |
| フットサル大韓民国代表   |

出典: 大韓サッカー協会

### 女子
| チーム                       |
| ---------------------------- |
| サッカー大韓民国女子代表     |
| U-20サッカー大韓民国女子代表 |
| U-17サッカー大韓民国女子代表 |

出典: 大韓サッカー協会

## リーグ構成
現行シーズンのリーグ構成。

### 男子
| 1 | Kリーグ1 2024年のKリーグ1 日程: 3月1日 - 11月24日 |
| 2 | Kリーグ2                                          |
| 3 | K3リーグ                                          |
| 4 | K4リーグ                                          |
| 5 | K5リーグ                                          |
| 6 | K6リーグ                                          |
| 7 | K7リーグ                                          |

### 女子
| レベル | リーグ                                            |
| ------ | ------------------------------------------------- |
| 1      | WKリーグ 2024年のWKリーグ 日程: 3月16日 - 9月26日 |

## 財務
2002年のワールドカップ・韓日大会以降、スポンサー契約によって豊富な資金を集め、年間予算は1000億ウォン（約69億円）以上である。2008年〜2011年の間、協会はナイキコリアと4年間で490億ウォン[約32億円]（現金250億ウォン[約17億円]＋物品240億ウォン[約15億円]）の契約をしていた。
2012年1月13日、協会はナイキコリアと2012年〜2019年まで8年間で総額1200億ウォン[約79億円]（現金600億ウォン[約39億円]＋物品600億ウォン）、1年間では現金75億ウォン（約5億円）とサッカー用品75億ウォン分を受け取る再契約を交わした。これは韓国スポーツ史上最高額の契約であり、現在のスポンサーは12社である。

## 備考
- 2016年1月30日、カタールの首都・ドーハで行われたU-23（23歳以下）アジア選手権決勝戦の日韓戦に際し、大韓サッカー協会は試合前に応援スローガンを「日本は韓国の優勝自販機」に決めたと発表[8]、試合は3対2で日本が勝利を収めた[9]。
- 2019年5月29日、中国の四川省成都市で開かれていたサッカー男子U18のユース国際大会パンダカップで、優勝した韓国チームの選手がトロフィーを足で踏みつけ、中国側に「侮辱行為だ」と抗議される騒ぎが発生したため韓国側が謝罪した[10]。